# NSB Arkitektkontor
NSB Arkitektkontor (senere kendt som NSB Eiendom Arkitektkontoret) var et norsk arkitektkontor, der fungerede fra 1913 til 2000. Kontoret lå under NSB og var mere eller mindre alene ansvarlig for udformningen af både stationsbygninger og andre bygninger forbundet med jernbanedriften. Arkitektkontoret blev oprettet for at få lavere omkostninger, efter at statsbanenes bygninger siden midten af 1850'erne var blevet tegnet af private arkitekter.
Kontoret gjorde sig især bemærket ved ombygningen af stationer på Drammenbanen under udbygningen til dobbeltspor og opførelse af stationer på Sørlandsbanen, Raumabanen og Nordlandsbanen. NSB Arkitektkontor stod også for stationsbygninger og flere enkeltbygninger på andre mindre baner. Efter anden verdenskrig blev udbygningen af jernbanenettet i Norge nedtrappet, og derefter fokuserede kontoret på opførelse af servicebygninger samt modernisering af ældre stationsbygninger.
NSB Arkitektkontor fulgte mere eller mindre tiden stiludvikling med sine bygninger, dog med visse økonomiske begrænsninger der førte til sparsommelig detaljer. Eksempler på dette er nybarok omkring første verdenskrig, nyklassicisme fra 1920'erne og funkis indtil efter anden verdenskrig. Arne Henriksen var i øvrigt overarkitekt i perioden 1975 til 1989, hvor arkitektkontoret leverede en række innovative og moderne bygninger. Et eksempel på dette er den Holmlia Station, der blev tildelt Houens fonden diplom i 1988. Efter omstruktureringen,og opdelingen af NSB i slutningen af 1990'erne blev NSB arkitektfirma nedlagt og videreført i det uafhængige arkitektfirma Linje arkitekter, der i 2012 fusionerede med CFK arkitekter til Linje Arkitektur

## Kontorets ledere
- Gudmund Hoel (1913-1947)
- Arvid Sundby (1947-1971)
- Åsmund Dahl (1971-1990)
- Ivar Lykke (1990-2000)

## Udvalgte præmierede værker
- Holmlia Station (1982) – Houens fonden diplom i 1988.
- Drejebænkshus i Lodalen (1984) – Brunel Award i 1985.
- Vognremise i Lodalen, Dyvekes vei 2 (1988) – Betongelementprisen i 1989, Houens fonden diplom i 1991.
- Kristiansand godsterminal, Langemyr (1991)
- Perrontag på Jærbanen og Stavanger (1992) – Brunel Award i 1992.
- Bro ved Ås Station (1995) – Brunel Award i 1996.
- Flytogsterminalen (2001) – Norsk Stålkonstruksjonspris i 2001.